# Joaquin Buckley
Joaquin Yuconri Buckley (St. Louis, 27 de abril de 1994) é um lutador de artes marciais mistas (MMA) norte-americano. Atualmente compete na divisão dos meio-médios do Ultimate Fighting Championship (UFC). Profissional desde 2014, Buckley já lutou por organizações como o Bellator MMA e a Legacy Fighting Alliance (LFA). Em 29 de abril de 2025, ocupa a 7ª posição no ranking dos meio-médios do UFC.

## Biografia
Buckley nasceu e foi criado em St. Louis, Missouri. Durante a maior parte da infância, viveu com a mãe na casa da avó. Sua mãe faleceu em decorrência de um problema cardíaco quando ele cursava o sexto ano escolar. Buckley começou a praticar wrestling na Marquette High School, onde passou a se interessar por artes marciais mistas. Após concluir o ensino médio, iniciou seu treinamento na modalidade.

## Carreira no MMA

### Início
Buckley iniciou sua carreira profissional em 2014, acumulando um cartel de 10 vitórias e 2 derrotas em organizações como Shamrock FC, Bellator MMA e Legacy Fighting Alliance (LFA). Durante esse período, seu confronto mais notável ocorreu em 13 de abril de 2018, no Bellator 197, quando enfrentou Logan Storley e foi derrotado por decisão unânime. Após duas vitórias consecutivas por nocaute técnico na LFA, Buckley foi contratado pelo UFC.

### Ultimate Fighting Championship
Buckley fez sua estreia no UFC em 8 de agosto de 2020, contra Kevin Holland, no UFC Fight Night: Lewis vs. Oleinik, apenas uma semana após conquistar uma vitória na LFA. Ele foi derrotado por nocaute técnico no terceiro round.
Um combate entre os pesos-médios Abu Azaitar e Joaquin Buckley estava inicialmente previsto para ocorrer em 11 de outubro de 2020, no UFC Fight Night: Moraes vs. Sandhagen. No entanto, Azaitar se retirou do card em 26 de setembro por motivos não revelados, sendo substituído por Impa Kasanganay. Buckley venceu a luta por nocaute no segundo round de forma espetacular. Durante o combate, Kasanganay segurou o pé de Buckley após este desferir um chute no corpo; em resposta, Buckley saltou com a perna presa e conectou um chute giratório com o outro pé, atingindo a cabeça do adversário e apagando-o imediatamente. O nocaute rendeu a Buckley o bônus de Performance da Noite e rapidamente viralizou na internet. O vídeo publicado no perfil oficial do UFC no Twitter tornou-se o mais curtido (359 mil curtidas), mais retuitado (143 mil retuítes) e mais visualizado (12,8 milhões de visualizações) da história da organização na plataforma. No Instagram, o vídeo alcançou mais de 17,8 milhões de visualizações, tornando-se o mais assistido do UFC até então. Considerando publicações em redes sociais como Twitter, Instagram, Facebook e TikTok, o nocaute gerou mais de 65 milhões de visualizações e 83 milhões de impressões. O rapper Kanye West chegou a utilizar imagens do nocaute para promover o lançamento de uma nova música.
Em um retorno rápido ao octógono, Buckley enfrentou Jordan Wright em 21 de novembro de 2020, no UFC 255. Ele venceu por nocaute no segundo round. A vitória lhe rendeu o prêmio de Performance da Noite.
Em 16 de janeiro de 2021, Buckley enfrentou Alessio Di Chirico no UFC on ABC: Holloway vs. Kattar. Ele foi derrotado ainda no primeiro round, por nocaute com um chute na cabeça.
Buckley enfrentou Antônio Arroyo em 18 de setembro de 2021, no UFC Fight Night: Smith vs. Spann. Ele venceu a luta por nocaute no terceiro round, conquistando novamente o prêmio de Performance da Noite.
Buckley estava escalado para enfrentar Abdul Razak Alhassan em 15 de janeiro de 2022, no UFC on ESPN: Kattar vs. Chikadze. No entanto, a luta foi cancelada após Alhassan se retirar do confronto por motivos não revelados. O duelo foi remarcado para o UFC Fight Night: Walker vs. Hill, onde Buckley venceu por decisão dividida. Entre os 16 analistas da mídia que pontuaram a luta, 7 marcaram vitória para Buckley, 8 para Alhassan, e 1 apontou empate.
Buckley estava também agendado para enfrentar Abusupiyan Magomedov em 4 de junho de 2022, no UFC Fight Night: Volkov vs. Rozenstruik. Entretanto, o combate foi cancelado por razões desconhecidas.
Em 18 de junho de 2022, Buckley enfrentou Albert Duraev no UFC on ESPN: Kattar vs. Emmett. Ele venceu a luta por nocaute técnico antes do início do terceiro round, após o médico interromper o combate devido ao inchaço no olho de Duraev. A vitória rendeu a Buckley seu quarto prêmio de Performance da Noite.
Buckley enfrentou Nassourdine Imavov em 3 de setembro de 2022, no UFC Fight Night: Gane vs. Tuivasa, sendo derrotado por decisão unânime.
Em 10 de dezembro de 2022, Buckley enfrentou Chris Curtis no UFC 282. Ele perdeu o combate por nocaute técnico no segundo round.
Buckley enfrentou André Fialho em 20 de maio de 2023, no UFC Fight Night: Dern vs. Hill. Ele venceu a luta por nocaute técnico no segundo round.
Em 7 de outubro de 2023, Buckley enfrentou Alex Morono no UFC Fight Night: Dawson vs. Green e venceu por decisão unânime.
No dia 30 de março de 2024, Buckley enfrentou Vicente Luque no UFC on ESPN: Blanchfield vs. Fiorot, substituindo o lesionado Sean Brady. Ele venceu o combate por nocaute técnico no segundo round.
Em 11 de maio de 2024, Buckley enfrentou Nursulton Ruziboev no UFC on ESPN: Lewis vs. Nascimento, saindo vitorioso por decisão unânime.
Buckley enfrentou o ex-desafiante ao título dos meio-médios do UFC, Stephen Thompson, em 5 de outubro de 2024, no UFC 307. Ele venceu a luta por nocaute no terceiro round. Essa vitória rendeu a Buckley mais um prêmio de Performance da Noite.
Buckley estava escalado para enfrentar Ian Machado Garry em 14 de dezembro de 2024, no UFC on ESPN 63. Contudo, Garry foi remanejado para enfrentar Shavkat Rakhmonov no UFC 310 e foi substituído pelo ex-campeão interino Colby Covington. Buckley venceu o combate por nocaute técnico após interrupção médica no terceiro round, devido a um corte acima do olho de Covington.
Buckley enfrentou o ex-campeão dos meio-médios do UFC, Kamaru Usman, na luta principal em 14 de junho de 2025, no UFC on ESPN 69. Ele perdeu a luta por decisão unânime. Essa luta lhe rendeu o prêmio de Luta da Noite.

## Campeonatos e realizações
- Ultimate Fighting Championship 
  - Luta da Noite (uma vez) vs. Kamaru Usman[56]
  - Performance da Noite (cinco vezes) vs. Impa Kasanganay, Jordan Wright, Antônio Arroyo, Albert Duraev and Stephen Thompson[14][20][25][35][50]
  - UFC Honors Awards
    - 2020: Ganhador da Escolha do Presidente para Performance do Ano vs. Impa Kasanganay[57] & Nocaute do Ano Escolha dos Fãs vs. Impa Kasanganay[58]

- - UFC.com Awards
    - 2020: Nocaute do Ano vs. Impa Kasanganay[59] & 2º colocado como Novato do Ano[60]
    - 2024: Ranked #9 Fighter of the Year[61]

- MMAjunkie.com
  - Outubro de 2020: Nocaute do Mêsvs. Impa Kasanganay[62]
  - 2020: Nocaute do Ano vs. Impa Kasanganay[63]
- MMA Fighting,[64] Bleacher Report,[65] MMA Mania,[66] CombatPress.com,[67] Cageside Press,[68] BT Sport,[69] Sherdog,[70] MMA Weekly[71]
  - 2020: Nocaute do Ano vs. Impa Kasanganay
- World MMA Awards
  - 2021 Nocaute do Ano vs. Impa Kasanganay no UFC Fight Night: Moraes vs. Sandhagen[72][a]

## Cartel no MMA
| Cartel no MMA |             |            |
| 28 lutas      | 21 vitórias | 7 derrotas |
| Por nocaute   | 15          | 4          |
| Por decisão   | 6           | 3          |

| Res.    | Cartel | Oponente             | Método                               | Evento                                | Data       | Round | Tempo | Local                      | Notas                         |
| ------- | ------ | -------------------- | ------------------------------------ | ------------------------------------- | ---------- | ----- | ----- | -------------------------- | ----------------------------- |
| Derrota | 21-7   | Kamaru Usman         | Decisão (unânime)                    | UFC on ESPN: Usman vs. Buckley        | 14/06/2025 | 5     | 5:00  | Atlanta, Geórgia           | Luta da Noite.                |
| Vitória | 21–6   | Colby Covington      | Nocaute Técnico (interrupção médica) | UFC on ESPN: Covington vs. Buckley    | 14/12/2024 | 3     | 4:42  | Tampa, Flórida             |                               |
| Vitória | 20–6   | Stephen Thompson     | Nocaute (soco)                       | UFC 307                               | 05/10/2024 | 3     | 2:17  | Salt Lake City, Utah       | Performance da Noite.         |
| Vitória | 19–6   | Nursulton Ruziboev   | Decisão (unânime)                    | UFC on ESPN: Lewis vs. Nascimento     | 11/05/2024 | 3     | 5:00  | St. Louis, Missouri        |                               |
| Vitória | 18–6   | Vicente Luque        | Nocaute Técnico (socos)              | UFC on ESPN: Blanchfield vs. Fiorot   | 30/03/2024 | 2     | 3:17  | Atlantic City, Nova Jersey |                               |
| Vitória | 17–6   | Alex Morono          | Decisão (unânime)                    | UFC Fight Night: Dawson vs. Green     | 07/10/2023 | 3     | 5:00  | Las Vegas, Nevada          |                               |
| Vitória | 16–6   | André Fialho         | Nocaute Técnico (chute na cabeça)    | UFC Fight Night: Dern vs. Hill        | 20/05/2023 | 2     | 4:15  | Las Vegas, Nevada          | Retorno aos Meio-Médios.      |
| Derrota | 15–6   | Chris Curtis         | Nocaute (socos)                      | UFC 282                               | 10/12/2022 | 2     | 2:49  | Las Vegas, Nevada          |                               |
| Derrota | 15–5   | Nassourdine Imavov   | Decisão (unânime)                    | UFC Fight Night: Gane vs. Tuivasa     | 03/09/2022 | 3     | 5:00  | Paris                      |                               |
| Vitória | 15–4   | Albert Duraev        | Nocaute Técnico (interrupção médica) | UFC on ESPN: Kattar vs. Emmett        | 18/06/2022 | 2     | 5:00  | Austin, Texas              | Performance da Noite.         |
| Vitória | 14–4   | Abdul Razak Alhassan | Decisão (dividida)                   | UFC Fight Night: Walker vs. Hill      | 19/02/2022 | 3     | 5:00  | Las Vegas, Nevada          |                               |
| Vitória | 13–4   | Antônio Arroyo       | Nocaute (socos)                      | UFC Fight Night: Smith vs. Spann      | 18/09/2021 | 3     | 2:26  | Las Vegas, Nevada          | Performance da Noite.         |
| Derrota | 12–4   | Alessio Di Chirico   | Nocaute (chute na cabeça)            | UFC on ABC: Holloway vs. Kattar       | 16/01/2021 | 1     | 2:12  | Abu Dhabi                  |                               |
| Vitória | 12–3   | Jordan Wright        | Nocaute (socos)                      | UFC 255                               | 21/11/2020 | 2     | 0:18  | Las Vegas, Nevada          | Performance da Noite.         |
| Vitória | 11–3   | Impa Kasanganay      | Nocaute (chute rodado)               | UFC Fight Night: Moraes vs. Sandhagen | 11/10/2020 | 2     | 2:03  | Abu Dhabi                  | Performance da Noite.         |
| Derrota | 10–3   | Kevin Holland        | Nocaute Técnico (soco)               | UFC Fight Night: Lewis vs. Oleinik    | 08/08/2020 | 3     | 0:32  | Las Vegas, Nevada          |                               |
| Vitória | 10–2   | Jackie Gosh          | Nocaute Técnico (socos)              | LFA 87                                | 31/07/2020 | 2     | 1:47  | Sioux Falls,Dakota do Sul  |                               |
| Vitória | 9–2    | Chris Harris         | Nocaute Técnico (socos)              | LFA 76                                | 13/09/2019 | 1     | 1:08  | Park City,Kansas           | Estreia no Peso Médio.        |
| Derrota | 8–2    | Logan Storley        | Decisão (unânime)                    | Bellator 197                          | 13/04/2018 | 3     | 5:00  | St. Charles,Missouri       |                               |
| Vitória | 8–1    | Vinicius de Jesus    | Decisão (dividida)                   | Bellator 185                          | 20/10/2017 | 3     | 5:00  | Uncasville, Connecticut    |                               |
| Vitória | 7–1    | Justin Patterson     | Decisão (unânime)                    | Bellator 175                          | 31/03/2017 | 3     | 5:00  | Rosemont, Illinois         |                               |
| Derrota | 6–1    | Jackie Gosh          | Nocaute Técnico (socos)              | Bellator 164                          | 10/11/2016 | 1     | 2:44  | Tel Aviv                   |                               |
| Vitória | 6–0    | Chris Heatherly      | Nocaute (joelhada)                   | Bellator 157: Dynamite 2              | 24/06/2016 | 2     | 4:14  | St. Louis, Missouri        | Luta em Peso Casado (180 lb). |
| Vitória | 5–0    | Kyle Kurtz           | Nocaute Técnico (joelhada e socos)   | Shamrock FC: Fuel                     | 11/09/2015 | 1     | 4:34  | St. Louis, Missouri        |                               |
| Vitória | 4–0    | Stacy Bacon          | Decisão (unânime)                    | Shamrock FC: Throwdown                | 25/07/2015 | 3     | 5:00  | St. Louis, Missouri        |                               |
| Vitória | 3–0    | Kalel Robinson       | Nocaute Técnico (socos)              | Shamrock FC: Showdown                 | 21/03/2015 | 3     | 4:01  | St. Louis, Missouri        |                               |
| Vitória | 2–0    | Bryant West          | Nocaute Técnico (socos)              | Shamrock FC: Xtreme Fight Night 2     | 21/02/2015 | 1     | 2:28  | St. Louis, Missouri        |                               |
| Vitória | 1–0    | Wesley Sullivan      | Nocaute Técnico (socos)              | Shamrock FC: Nemesis                  | 13/09/2014 | 1     | 3:46  | St. Louis, Missouri        |                               |

## Ver Também
- Lista de lutadores do UFC